# Гладійчук Яна Віталіївна
Яна Віталіївна Гладійчук (нар. 21 березня 1993) — українська легкоатлетка, яка спеціалізується у стрибках з жердиною, багаторазова чемпіонка та призерка чемпіонатів України.
На національних змаганнях представляє місто Київ.
Розпочинала спортивну кар'єру як багатоборка, згодом змінила спеціалізацію на стрибки з жердиною.  Тренується під керівництвом екс-рекордсменки світу Анжели Балахонової.

## Основні міжнародні виступи
| Рік                 | Змагання                      | Місце проведення    | Місце               | Результат           | Примітки            |                     |
| Представник Україна | Представник Україна           | Представник Україна | Представник Україна | Представник Україна | Представник Україна | Представник Україна |
| ------------------- | ----------------------------- | ------------------- | ------------------- | ------------------- | ------------------- | ------------------- |
| 2017                | Командний чемпіонат Європи    | Лілль, Франція      | 7                   | 4.20 м              |                     |                     |
| 2021                | Чемпіонат Європи в приміщенні | Торунь, Польща      | 7                   | 4.45 м              |                     |                     |
| 2021                | Олімпійські ігри              | Токіо, Японія       | 21 (кв.)            | 4.40 м              |                     |                     |
| 2022                | Чемпіонат світу в приміщенні  | Белград, Сербія     | 4                   | 4.60 м              | SB                  |                     |
| 2022                | Чемпіонат світу               | Юджин, США          | 23 (кв.)            | 4.35 м              |                     |                     |
| 2022                | Чемпіонат Європи              | Мюнхен, Німеччина   | 18 (кв.)            | 4.25 м              |                     |                     |
| 2023                | Чемпіонат Європи в приміщенні | Стамбул, Туреччина  | 14 (кв.)            | 4.30 м              |                     |                     |